# Wiktar Szaryton
Wiktar Jurjewicz Szaryton, biał. Віктар Юр'евіч Шарытон; ros. Виктор Юрьевич Шаритон - Wiktor Jurjewicz Szariton (ur. 31 lipca 1978 w Mińsku) – białoruski hokeista, reprezentant Białorusi. Trener hokejowy.

## Kariera zawodnicza
- Junost' Mińsk (1994-1999)
  -  Chimik-SKA Nowopołock (1998)
- Tiwali Mińsk (1999-2000)
- HK Kieramin Mińsk (2000, 2001)
- Stoczniowiec Gdańsk (2000-2002)
- Brest Albatros Hockey (2002-2003)
- Dynama Mińsk (2003)
- HK Mohylew (2003-2004)
- Gazowik Tiumeń (2004)
- HK Mohylew (2004-2007)
- Junost' Mińsk (2007-2008)
- HK Szynnik Bobrujsk (2009-2011)
- Kompańjon Kijów (2011-2013)
- HK Brześć (2013-2014)
- HK Homel / HK Homel 2 (2014)
- HK Brześć (2014)

Wychowanek i wieloletni zawodnik Junosti Mińsk. Występował w klubach białoruskich, ukraińskim, a ponadto w ligi polskiej w drużynie z Gdańska w sezonach 2000/2001, 2001/2002. Do maja 2014 zawodnik HK Brześć, następnie w HK Homel.
Występował w juniorskich kadrach Białorusi. Uczestniczył w turniejach mistrzostw Europy juniorów do lat 18 1995, 1996, mistrzostw świata juniorów do lat 20 1997 (Grupa C), 1998 (Grupa B).

## Kariera trenerska
- HK Brześć (2016-2018), trener w sztabie

Po zakończeniu kariery został trenerem. Od maja 2016 do 2018 trener w sztabie drużyny HK Brześć.

## Sukcesy
Klubowe
- Srebrny medal mistrzostw Białorusi: 1999, 2008 z Junostią Mińsk, 2001 z Kieraminem Mińsk
- Brązowy medal mistrzostw Białorusi: 2005 z HK Mohylew
- Złoty medal mistrzostw Białorusi: 2009
- Puchar Białorusi: 2009 z Junostią Mińsk
- Srebrny medal mistrzostw Ukrainy: 2013 z Kompańjonem Kijów

Indywidualne
- Profesionalna Chokejna Liha (2011/2012):
  - Szóste miejsce w klasyfikacji strzelców w sezonie zasadniczym: 19 goli[11]
  - Czwarte miejsce w klasyfikacji asystentów w sezonie zasadniczym: 32 asysty[12]
  - Trzecie miejsce w klasyfikacji kanadyjskiej w sezonie zasadniczym: 51 punktów[13]